# Europa-Park Stadion
Europa-Park Stadion, fanoušky nazývaný také Mooswaldstadion je fotbalový stadion ve Freiburgu, Německu. Primárně slouží jako stadion pro tým SC Freiburg. Nahradil starý domov Dreisamstadion. Stadion Leží v městské časti nazvané Brühl.

## Charakteristika stadionu
Stadion má dvě úrovně tribun, domácí kotel je za jednou z branek, na jižní straně. Kapacita stadionu je 34 700 míst, 36% (okolo 12 400) z celkového počtu jsou místa na stání. Stadion je 25 metrů vysoký a je ve tvaru obdélníku. Útroby stadionu obsahují kanceláře a kabiny pro první tým Freiburgu a tým do 23 let.

## Fotografie stadionu

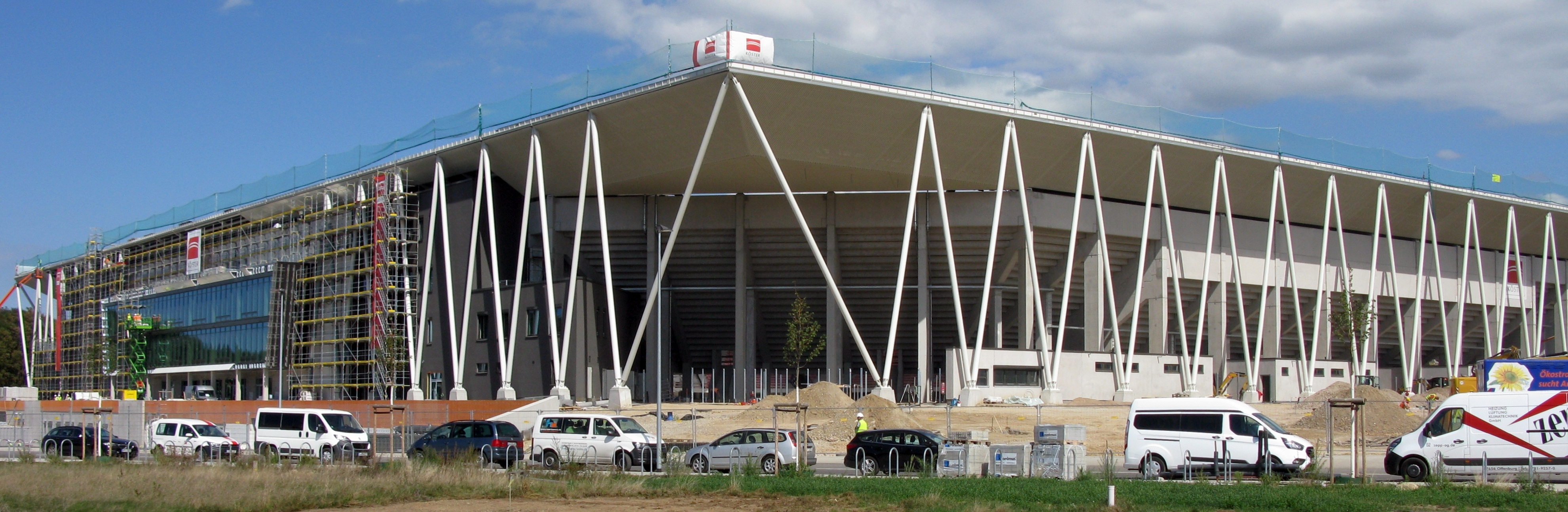
Stadion při výstavbě 7. 9. 2020

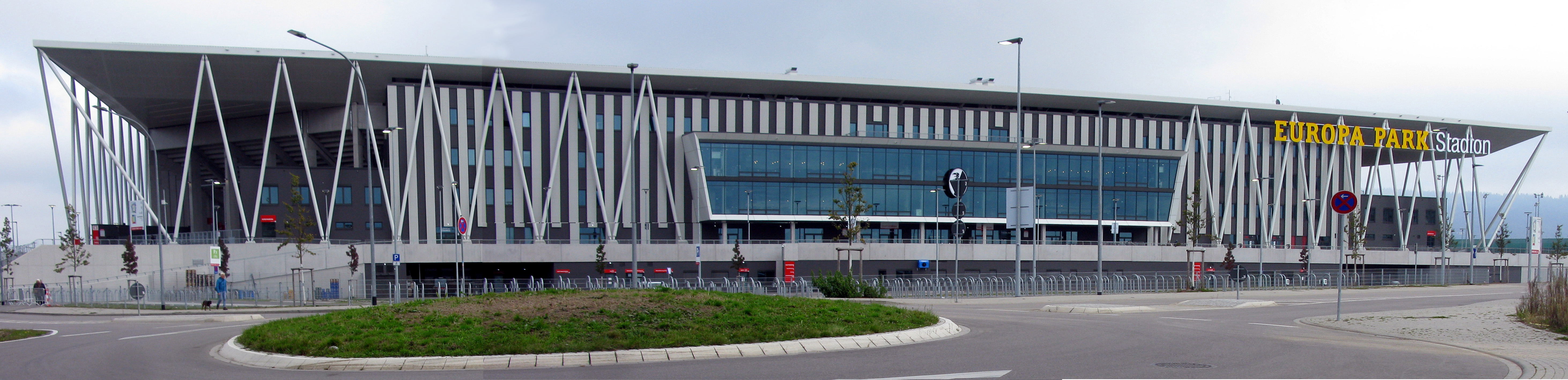
Dokončený stadion — 17. 10. 2021